# Павоне Канавезе
Паво̀не Канавѐзе (на италиански: Pavone Canavese; на пиемонтски: Pavon, Павон) е малко градче и община в Метрополен град Торино, регион Пиемонт, Северна Италия. Разположено е на 262 m надморска височина. Към 1 януари 2020 г. населението на общината е 3757 души, от които 174 са чужди граждани.